# Sonate K. 67
Pour les articles homonymes, voir K67.
 Allegro, 22 mes.
La sonate K. 67 (F.27/L.32) en fa dièse mineur est une œuvre pour clavier du compositeur italien Domenico Scarlatti.

## Présentation
Cette petite sonate (22 mesures) en fa dièse mineur, K. 67, notée Allegro, est une étude dont la difficulté est centrée sur la main gauche. L'écriture est de « style classique, voire archaïque » et chaque mesure répète inlassablement en imitation, la même formule de quatre notes en accord brisé qui débute la pièce.

## Manuscrit

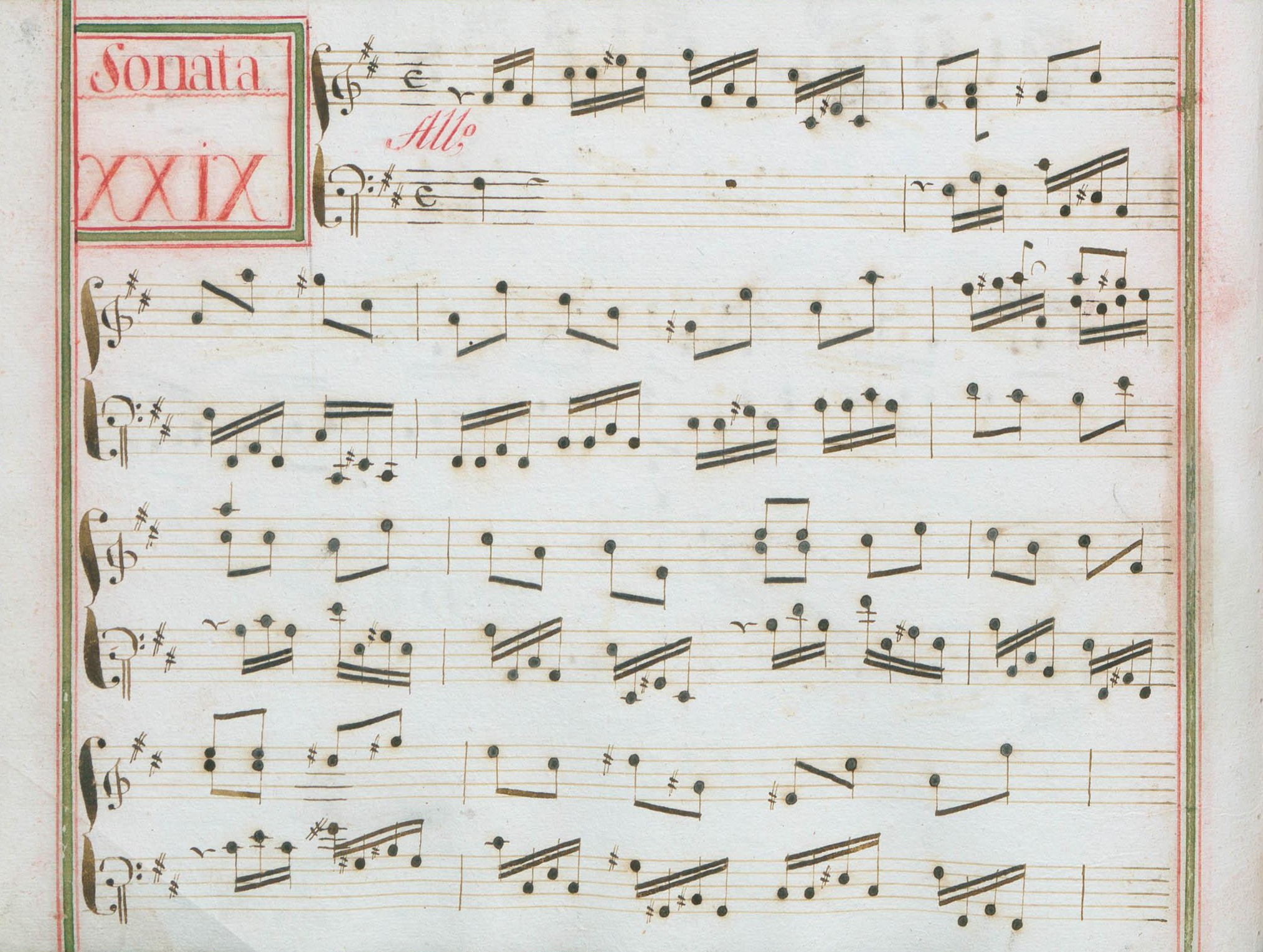
Début de la sonate, extraite du volume XIV du manuscrit de Venise.

Le manuscrit principal est le numéro 29 du volume XIV de Venise (1749), copié pour Maria Barbara.

## Interprètes
La sonate K. 67 est peu jouée au piano, notamment par Andrea Molteni (2021, Piano Classics) ; mais au clavecin elle est interprétée par Scott Ross (1985) et Ottavio Dantone (1997). Un ensemble de gamelan, Yantra's Gamelan, l'a enregistrée pour une formation de percussions traditionnelles en 2016, avec une sélection de sonates dans un projet Scarlatti, comme ils l'ont fait pour Bach, Ligeti et Stravinsky.

## Sources
: document utilisé comme source pour la rédaction de cet article.
- Ralph Kirkpatrick (trad. de l'anglais par Dennis Collins), Domenico Scarlatti, Paris, Lattès, coll. « Musique et Musiciens », 1982 (1re éd. 1953 (en)), 493 p. (OCLC 954954205, BNF 34689181).
- Alain de Chambure, « Domenico Scarlatti : Intégrale des sonates — Scott Ross », p. 179, Erato (2564-62092-2), 1985 (OCLC 891183737) .